# Chinese langstaartroodmus
De Chinese langstaartroodmus (Carpodacus lepidus) is een zangvogel uit de familie Fringillidae (Vinkachtigen). De soort is afgesplitst van de (gewone) langstaartroodmus.

## Verspreiding en leefgebied
Deze soort komt voor in China in gebieden met natuurlijk bos of struikgewas en graslanden tot op 3400 meter boven zeeniveau.
Er zijn twee ondersoorten:
- C. l. lepidus: van noordoostelijk Tibet tot noordelijk en Midden-China.
- C. l. henrici: oostelijk Tibet en zuidelijk China.